# Galla
Galla (? - před rokem 332?) byla první známá manželka Julia Constantia, člena konstantinovské dynastie.

## Životopis
Galla byla sestrou konzula Neratia Cerealise a pretoriánského prefekta Vulcacia Rufina.
Provdala se za Julia Constantia, syna Constantia Chlora a nevlastního bratra císaře Konstantina I. Velikého. V manželství měla tři děti, první syn zemřel spolu se svým otcem při čistkách roku 337, druhým potomkem byla dcera, (pravděpodobně se jmenovala Galla, Julia či Constantia, podle rodičů) která se provdala za svého bratrance Constantia II. Jejím třetím potomkem byl Constantius Gallus, pozdější caesar východu, narozený kolem roku 325. Někteří badatelé se domnívají, že v manželství Gally a Julia se narodila ještě jedna dcera, která mohla být matkou císařovny Justiny.
Galla zemřela někdy před rokem 332, dřív než její manžel. Její syn Gallus byl po její smrti svěřen do péče Eusebia z Nikomédie.